# Barcelona (Rio Grande do Norte)
Pour les articles homonymes, voir Barcelona.
Barcelona est une municipalité brésilienne située dans l'État du Rio Grande do Norte.